# John Alexander Logan
Pour les articles homonymes, voir John Logan.
John Alexander Logan (9 février 1826–26 décembre 1886) est un soldat et homme politique américain du XIXe siècle, sénateur de l'Illinois et candidat à la vice-présidence en 1884.

## Carrière politique
John Logan est né à Murphysboro dans l'Illinois le 9 février 1826, et ne fréquente l'école qu'à partir de l'âge de 14 ans. Il participe à la guerre américano-mexicaine comme second lieutenant et a terminé ses études par un diplôme de droit de l'Université de Louisville en 1851.
En 1849, Logan est entré en politique sous la bannière démocrate. Il est député à la chambre des représentants de l'Illinois en 1853-1854 et 1857.
En 1858 et 1860, il est élu au Congrès américain, à la chambre des représentants, toujours sous les couleurs démocrates.

## Guerre de sécession
Durant la guerre de Sécession, il rejoint l'armée nordiste de l'Union avec le grade de colonel et participe en 1863 à la prise de Vicksburg, Mississippi dont il sera le gouverneur militaire.
Promu général, il succède en novembre 1863 à William Sherman à la tête du XV Corps puis prend la tête de l'Armée du Tennessee durant la bataille d'Atlanta le 22 juillet 1864.

## Après la guerre

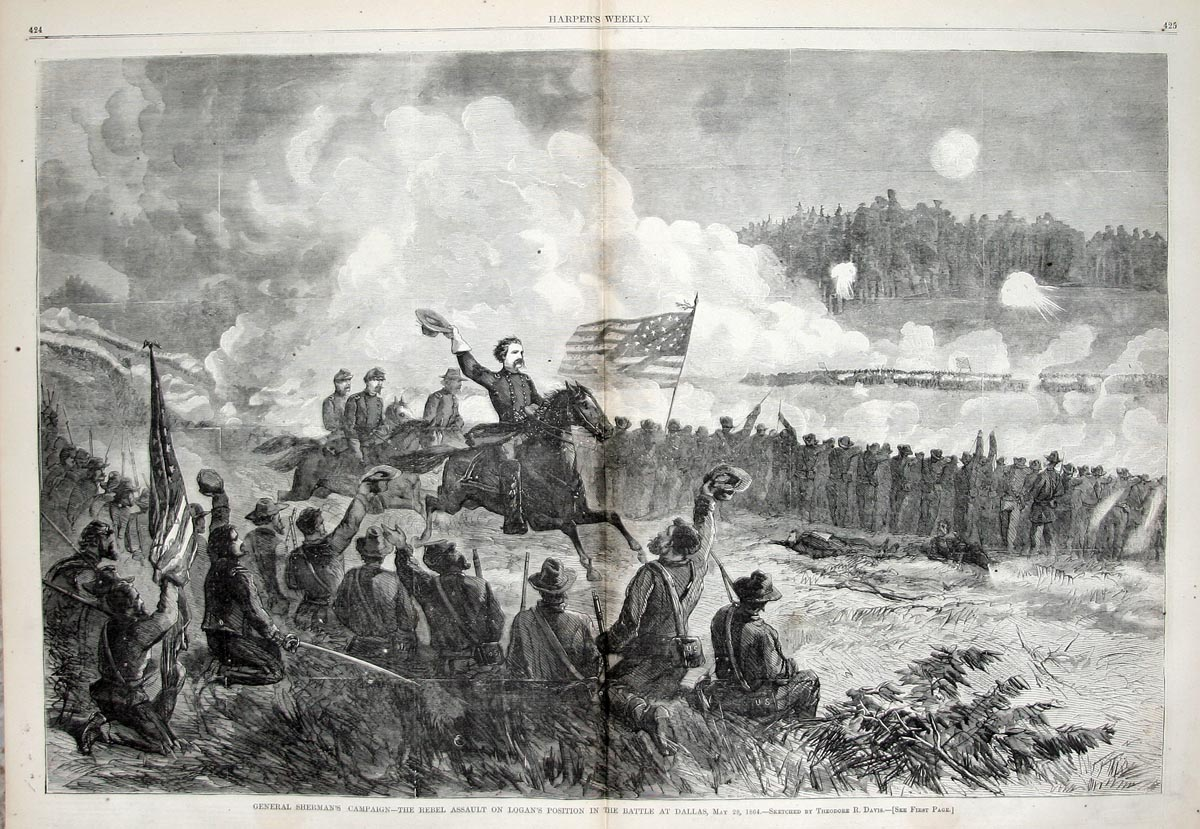
L'assaut rebelle sur la position de Logan lors de la bataille de Dallas, le 28 mai 1864. Illustration du magazine Harper's.

Après la guerre, Logan rejoint le camp républicain dont il représentera assez violemment l'aile radicale. Élu à la chambre des représentants entre 1867 à 1871, il sera un des auteurs de la procédure d'impeachement engagée pour destituer le président Andrew Johnson. Il est le premier commandant en chef de l'organisation de vétérans de l'Union, la « Grande Armée de la République ».
Logan est ensuite élu au sénat américain de 1871 à 1877 et de 1879 à sa mort le 26 décembre 1886. 
En 1884, Logan est choisi comme candidat à la vice-présidence du parti républicain aux côtés de James Blaine mais ils sont battus avec à peine plus de 26 000 voix d'écart par le démocrate Grover Cleveland sur un total d'un peu plus de neuf millions de suffrages exprimés.
Une statue lui est dédiée dans le Grant Park de Chicago.